# When California Was Won
When California Was Won è un cortometraggio muto del 1911 diretto da George Melford. Il film, che fu prodotto dalla Kalem Company, venne interpretato da Carlyle Blackwell e Alice Joyce.

## Trama
Trama completa su Stanford.edu

## Produzione
Il film fu prodotto dalla Kalem Company.

## Distribuzione
Distribuito dalla General Film Company, il film - un cortometraggio in una bobina - uscì nelle sale statunitensi il 13 novembre 1911.

### La critica
Il commodoro della marina americana si presenta davanti al governatore del Messico insieme a un giovane tenente che resta molto colpito dalla figlia del governatore. La storia dovrebbe svolgersi prima della conquista della California. La ragazza suggerisce al suo ammiratore di travestirsi per poterla vedere. Ma quando il giovane si presenta sotto la sua finestra, viene arrestato come spia. Per non compromettere l'amata, dichiara di essere lì per spiare. Sta per essere ucciso, quando intervengono i marines - avvertiti dalla ragazza - che lo salvano. Il governatore si arrende. Come si vede, la trama è romantica e abbastanza avventurosa per soddisfare il gusto medio del pubblico. Il film è ben costruito e ben recitato.